# Шерлок Голмс (фільм, 2010)
«Шерлок Голмс» (англ. Sherlock Holmes; у Великій Британії — Sir Arthur Conan Doyle’s Sherlock Holmes) — американський фільм 2010 року виробництва The Asylum режисера Рейчел Голденберг. Є мокбастером до фільму «Шерлок Холмс» Гая Річі 2009 року і вільно викладеною історією про Шерлока Холмса, персонажа оповідань Артура Конан Дойла. Прем'єра відбулася 26 січня 2010 року в США, 26 квітня у Великій Британії на каналі SyFy, 20 травня в Німеччині, 2 липня, в Японії.

## Сюжет
Фільм починається в 1940 році (Друга світова війна) в Лондоні. Доктор Джон Ватсон диктує доглядальниці історію. Далі дія розгортається у спогадах доктора Ватсона.
У 1882 році судно скарбниці вирушає до Англії. Несподівано з води з'являється гігантський восьминіг і топить корабель. На наступний ранок інспектор запрошує Шерлока Голмса і доктора Ватсона розслідувати цю справу. Вони відвідують лікарню, де матрос з судна, який вижив, розповідає про напад чудовиська. Ватсон відмовляється в це вірити. Потім Голмс, Ватсон і інспектор Лестрейд, який останнім бачив покійного Торпі, брата Голмса, прямують до узбережжя, де Ватсон на страховці спускається вниз до води, щоб розглянути залишки корабля. Ватсон виявляє, що всі гроші, які перевозив корабель, кудись зникли. Пізніше, ввечері, в районі Вайтчепел молодий хлопець Джон Пол збирається скористатися послугами повії, але стає жертвою тиранозавра, натертого фосфором. Повію тиранозавр не чіпає.
На наступний день Ватсон читає Голмсу вголос статтю в газеті про подію з тиранозавром. Ватсон, як і раніше, відмовляється вірити в реальність події. Відвідуючи Вайтчепел, герої виявляють відбиток величезної трипалої лапи тиранозавра. Побачивши, що в кущах ворушиться щось велике, вони кидаються навтьоки. Тиранозавр женеться за ними. Герої розділяються, таким чином їм вдається відірватися від динозавра.
Голмс і Ватсон виявляють закинуту будівлю, де стикаються з інспектором Лестрейдом. Лестрейд йде доповідати про подію, а Холмс виявляє, що з будівлі пропав насос, який подає воду у фонтан, і показує Ватсону виявлений ним зразок гуми. Вдома Ватсон зустрічається з міс Айворі. Потім Голмс дзвонить Ватсону і пропонує зустрітися у Вайтчепелі.
У Вайтчепелі герої відвідують фабрику з виготовлення мідних проводів для телефонів і телеграфів. Голмс впевнений, що динозавр ховається саме тут. Ватсон не розуміє, навіщо ящеру дріт. Шерлок Холмс пояснює йому, що дріт відмінно проводить електрику. В одному з відділень фабрики Голмс і Ватсон знову стикаються з тиранозавром. Поранивши Голмса, тиранозавр зникає.
Наступного дня Голмс говорить Лестрейду, що знає, що той стежить за ними. Голмс з'ясував це завдяки виявленому зразку гуми зі взуття Лестрейда. Далі герої втрьох відвідують фабрику і, завдяки її господареві, з'ясовують, що фабрика виконувала замовлення на постачання дроту в обмін на ямайське золото, яке знаходилося на казначейському кораблі. Голмс пояснює Ватсону, що хтось, керуючи восьминогом, вкрав гроші з корабля, щоб створити динозавра, який вкрав насос. Тим часом тиранозавр пробирається на фабрику і вбиває її завідувача.
Герої проникають у замок, де знаходять механічних істот, яких Торпі зробив разом з Айворі, яка виявляється його коханкою. Це істота для води — восьминіг, істота для землі — тиранозавр, і людина. Шерлок дивується: де істота для повітря? Доторкнувшись до механічної людини, Голмс оживляє її. З'ясовується, що механічна людина — Торпі, брат Голмса, який пересадив у робота свою нервову систему. Він взяв у полон Лестрейда і називає Голмса Робертом. Зв'язавши Ватсона, і думаючи, що він позбувся Голмса, Торпі посилає Айворі з бомбою підірвати Букінгемський палац. Потім він разом з Лестрейдом сідає у створеного ним механічного дракона і скеровує його зруйнувати Лондон. Голмс летить на виявленому в лабораторії замку літальному апараті в Лондон, щоб зупинити дракона. Ватсон верхи на коні досягає Лондона і намагається зупинити Айворі, але вона виявляється куленепробивним роботом. Ватсону вдається її перемогти, а Голмс розправляється з Торпі. Лестрейд отримує нагороду від королеви як подяку за порятунок її життя. Голмс розповідає Ватсону про те, що його ім'я при народженні було Роберт Шерлок Голмс.
Коли флешбек закінчується, доглядальниця запитує Ватсона: «А в цій історії є частка правди?». Але Ватсон вже мертвий. Пізніше вона відвідує могили Голмса і Ватсона на кладовищі. Фільм закінчується на тому, що на кладовищі вона зустрічає Айворі, що зовсім змінилася з 1882 року, яка прийшла на могилу Торпі.